# Agir (Brazilië)
Agir (Nederlands: Handelen/Acteren), voorheen de Partido Trabalhista Cristão, afgekort PTC (Nederlands: Christelijke Arbeiderspartij) is een politieke partij in Brazilië. 

## Geschiedenis
Aan het eind van het militaire bewind in 1985 bestond deze partij onder de naam Partido da Juventude (Nederlands: Partij van de Jongeren, PJ) en onder deze naam deed de partij mee aan de verkiezingen van 1985, 1986 en 1988. In het begin van 1989, werd de naam omgedoopt tot Partido da Reconstrução Nacional (Nederlands: Partij van de Nationale Wederopbouw, PRN) en nam deel onder deze naam aan de eerste vrije presidentsverkiezingen sinds het opnieuw democratiseren van het land. Bij deze verkiezingen won Fernando Collor de Mello het presidentschap namens de PRN. In 2000 veranderde de partij van naam en ging verder als Partido Trabalhista Cristão. In 2022 kreeg de partij zijn huidige naam. Agir wordt gezien als een rechtse of centrumrechtse partij ter rechterzijde van het politieke spectrum.

## Verkiezingsresultaten

### Parlementsverkiezingen
| Kamer                                                               | Kamer   | Kamer      | Kamer      | Kamer  | Kamer  | Senaat  | Senaat     | Senaat     | Senaat  | Senaat   | Senaat |
| Jaar                                                                | Stemmen | Stemmen    | Stemmen    | Zetels | Zetels | Stemmen | Stemmen    | Stemmen    | Zetels  | Zetels   | Zetels |
| Jaar                                                                | Aantal  | Percentage | Percentage | Aantal | +/-    | Aantal  | Percentage | Percentage | Gekozen | +/-      | Totaal |
| Jaar                                                                | Aantal  | %          | +/-        | Aantal | +/-    | Aantal  | %          | +/-        | Gekozen | +/-      | Totaal |
| ------------------------------------------------------------------- | ------- | ---------- | ---------- | ------ | ------ | ------- | ---------- | ---------- | ------- | -------- | ------ |
| Partido Trabalhista Cristão                                         |         |            |            |        |        |         |            |            |         |          |        |
| 2006                                                                | 806.662 | 0,90       | –          | 4      | –      | 39.690  | 0,00       | –          | 0       | –        | 0      |
| 2010                                                                | 595.431 | 0,60       | -0,30      | 1      | -3     | 282.629 | 0,20       | 0,20       | 0       | –        | 0      |
| 2014                                                                | 338.117 | 0,30       | -0,30      | 2      | 1      | 21.993  | 0,00       | -0,20      | 0       | –        | 0      |
| 2018                                                                | 601.814 | 0,60       | 0,30       | 2      | 0      | 222.931 | 0,10       | 0,10       | 0       | Gestegen | 1      |
| Agir                                                                |         |            |            |        |        |         |            |            |         |          |        |
| 2022                                                                | 158.622 | 0,14       | -0,46      | 0      | -2     | 24.076  | 0,02       | -0,08      | 0       | Gedaald  | 0      |
| Bron: Wikipedia - Braziliaanse parlementsverkiezingen 2006 t/m 2022 |         |            |            |        |        |         |            |            |         |          |        |

### Statenverkiezingen
Er werden geen Agir-kandidaten gekozen voor het gouverneurschap tijdens de Statenverkiezingen van 2022.

### Gemeentelijke verkiezingen
Bij de gemeentelijke verkiezingen van 2020 werden 1 burgemeester en 220 gemeenteleden gekozen voor de PTC.

## Bekende leden

### Ex-leden
- Itamar Franco, voormalig-president van Brazilië.
- Fernando Collor de Mello, senator voor Alagoas en voormalig-president van Brazilië. Sinds 2022 in de partij PTB.